# Taren Stinebrickner-Kauffman
Taren Stinebrickner-Kauffman (4 de novembro de 1981) é uma ativista australo-americana. É a fundadora da SumOfUs e atuou como sua diretora executiva até 2016. Em março de 2012, ela e o grupo criticaram ativamente as condições de trabalho na Foxconn, fornecedora da Apple Inc. De 2020 a 2022, Taren atuou como presidente da New Media Ventures, uma empresa de capital de risco sem fins lucrativos focada em organizações progressistas.

## Biografia
Ela é filha de dois professores da Universidade DePauw: o ex -jogador de basquete de Georgetown Bruce Stinebrickner e a autora Kelsey Kauffman. Ela foi criada em Greencastle, Indiana.
Ela se formou summa cum laude e Phi Beta Kappa em matemática pela Duke University em 2004.

## Vida profissional
Taren trabalha em tecnologias de impacto social, política democrática, defesa do consumidor, responsabilidade corporativa, defesa ambiental e movimentos trabalhistas nos EUA. Trabalhou nos grupos Avaaz.org, Alliance for Climate Protection, MoveOn.org e AFL -CIO. Fundou a SumOfUs em 2011, atuando como Diretora Executiva e chefiando a organização até o patamar de 5 milhões de membros. Taren passou a atuar como gerente sênior de produtos na Change.org, posteriormente se tornando empreendedora residente na New Media Ventures, onde assumiu a presidência em março de 2022, chefiando a organização durante a fase inicial da pandemia de COVID-19 e focando a organização para trabalhar em direitos de voto e mídias locais. Também faz parte do conselho da Consumer Reports.

## Vida pessoal
Ela foi parceira do ativista da Internet Aaron Swartz até seu falecimento. Em 2011, Swartz foi processado pela procuradora dos Estados Unidos, Carmen Ortiz, por violações da Lei de Abuso e Fraude de Computador (CFAA) e, face ao risco de 50 anos de prisão e de um milhão de dólares em multas caso exercesse seu direito assegurado pela Sexta Emenda a um julgamento público e viesse a ser condenado, suicidou-se em 2013. Taren foi a primeira pessoa a encontrar seu corpo sem vida.